# أبلنكي
بلدية أبلنكي (بالإسبانية: Ablanque) هي بلدية تقع في مقاطعة وادي الحجارة التابعة لمنطقة قشتالة والمنشف وسط إسبانيا.

## الديموغرافيا
بلغ عدد سكان بلدية أبلنكي 98 نسمة عام 2011 (وفقاً للمعهد الوطني الإسباني للإحصاء).
| 157 | 154 | 145 | 128 | 115 | 110 | 98 |